# Fritillaria tortifolia
Fritillaria tortifolia är en liljeväxtart som beskrevs av X.Z.Duan och X.J.Zheng. Fritillaria tortifolia ingår i Klockliljesläktet och i familjen liljeväxter. Inga underarter finns listade.